# خوسيه فرناندو راميريز
خوسيه فرناندو راميريز (بالإسبانية: José Fernando Ramírez)‏ هو دبلوماسي ومؤرخ وسياسي مكسيكي، ولد في 5 مايو 1804 في إل بارال في إسبانيا، وتوفي في 4 مارس 1871 في بون في ألمانيا. حزبياً، نشط في الحزب الليبرالي المكسيكي. وقد انتخب عضو مجلس النواب المكسيك.